# Neostauropus indicus
Neostauropus indicus är en fjärilsart som beskrevs av Moore 1887. Neostauropus indicus ingår i släktet Neostauropus och familjen tandspinnare. Inga underarter finns listade i Catalogue of Life.